# The best (髙橋真梨子のアルバム)
『the best』（ザ・ベスト）は、2000年3月23日に発売された髙橋真梨子のベスト・アルバム。
本項では『同～new edition～』及び『同～STANDARDS～』についても記述する。

## 初盤（VICL-60552/3）
1999年までに発表した楽曲の中から、ファンのリクエストをもとに25曲をセレクト。シングル「幸せのかたち」と同日に発売された。一部の楽曲は1993年の『Collection』、1994年の『Voice』、1995年の『Special Best Sing』でニューレコーディングしたバージョンを収録している。2003年6月21日には、ブックケース仕様で撮り下ろしポストカードが付属した限定盤（VIZL-89）が発売された。『new edition』の発売によって生産が終了しており、ダウンロードやストリーミング配信もされていない。

### 収録曲

#### Disc-1
1. あなたの空を翔びたい
作詞：尾崎亜美・藤村渉　作曲：尾崎亜美　編曲：林有三
ソロになって初のシングル。西武流通グループのイメージソングに起用された。
今作では『スペシャル・ベスト～Voice』（1994年）でニューレコーディングしたバージョンを収録している。
2. 桃色吐息
作詞：康珍化　作曲：佐藤隆　編曲：岩本正樹
10thシングル。三貴カメリアダイヤモンドCMソング。
2003年にはau着うたのCMでも使用された。
今作では『スペシャル・ベスト～コレクション』（1993年）でニューレコーディングしたバージョンを収録している。
3. for you…
作詞：大津あきら　作曲：鈴木キサブロー　編曲：岩本正樹
8thシングル。第11回東京音楽祭金賞受賞曲。
今作では『スペシャル・ベスト～コレクション』（1993年）でニューレコーディングしたバージョンを収録している。
4. 蜃気楼
作詞：松井五郎　作曲：亀井登志夫　編曲：林有三
初出は1985年のアルバム『MELLOW LIPS』。後にリアレンジされたものが12thシングルとして発売された。
関西テレビ制作・フジテレビ系全国ネットテレビドラマ『夏樹静子サスペンス』 主題歌。
今作では『スペシャル・ベスト～Voice』（1994年）で、シングルバージョンに準じてアレンジされたニューレコーディングバージョンを収録。
5. ジュン
作詞：大津あきら　作曲：鈴木キサブロー　編曲：林有三
11thシングル。
今作では『Special Best シング』（1995年）でニューレコーディングしたバージョンを収録している。
6. グランパ
作詞：髙橋真梨子　作曲：大田黒裕司　編曲：林有三
1988年のアルバム『Eternally』から。
今作では『スペシャル・ベスト～Voice』（1994年）でニューレコーディングしたバージョンを収録している。
7. ハート＆ハード～時には強く時には優しく
作詞・作曲：尾崎亜美　編曲：林有三
3rdシングル。いすゞ・ジェミニCMソング。
今作では『Special Best シング』（1995年）でニューレコーディングしたバージョンを収録している。
8. はがゆい唇
作詞：阿木燿子　作曲：羽田一郎　編曲：岩本正樹
18thシングル。TBS系ドラマ『眠れない夜をかぞえて』主題歌。
9. とまどい小夜曲（セレナーデ）
作詞：松本隆　作曲：筒美京平　編曲：萩田光雄
19thシングル。TBS系『噂の!東京マガジン』エンディングテーマ。
10. ジョニーへの伝言
作詞：阿久悠　作曲：都倉俊一　編曲：岩本正樹
ペドロ&カプリシャスの4thシングルで、髙橋のレコード・デビュー曲。
今作では『スペシャル・ベスト～コレクション』（1993年）でニューレコーディングしたバージョンを収録している。
11. 貴方が生きたLove Song（with 玉置浩二）
作詞：髙橋真梨子　作曲：玉置浩二　編曲：林有三
20thシングル。TBS系『ムーブ』1992年12月度テーマソング。
12. テンダネス
作詞：髙橋真梨子　作曲：水島康宏　編曲：奥慶一
1992年のアルバム『Lady Coast』から。
13. 五番街のマリーへ
作詞：阿久悠　作曲：都倉俊一　編曲：岩本正樹
ペドロ&カプリシャスの5thシングル。
今作では『スペシャル・ベスト～コレクション』（1993年）でニューレコーディングしたバージョンを収録している。
14. ランナー
作詞：大津あきら　作曲：鈴木キサブロー　編曲：林有三
1980年のアルバム『Monologue』から。
今作では『スペシャル・ベスト～Voice』（1994年）でニューレコーディングしたバージョンを収録している。

#### Disc-2
1. 遥かな人へ
作詞：髙橋真梨子　作曲：松田良　編曲：岩本正樹
22ndシングル。NHK『リレハンメルオリンピック』テーマソング。
2. ごめんね…
作詞：髙橋真梨子　作曲：水島康宏　編曲：十川知司
26thシングル。日本テレビ系『火曜サスペンス劇場』 テーマソング。
3. 恋ことば
作詞：髙橋真梨子　作曲：鈴木キサブロー　編曲：十川知司
30thシングル。『白鶴』CMソング。
4. そっと…Lovin'you
作詞：髙橋真梨子　作曲：松田良　編曲：林有三
23rdシングル。ユニマットグループCMソング。
5. 君の海に
作詞：髙橋真梨子　作曲：鈴木キサブロー　編曲：十川知司
当初は27thシングルのカップリングとして発売されたが、後に28thシングルの表題曲として再リリースされた。
NHK総合金曜時代劇『天晴れ夜十郎』エンディングテーマ。
『白鶴』CMソング。
6. フレンズ
作詞：髙橋真梨子　作曲：鈴木キサブロー　編曲：大森俊之
29thシングル。テレビ朝日系『はみだし刑事情熱系』主題歌。
7. ハッピーエンドは金庫の中
作詞：髙橋真梨子　作曲：茂村泰彦　編曲：十川知司
1996年のアルバム『RIPPLE』から。
8. 水の吐息
作詞：来生えつこ　作曲：来生たかお　編曲：林有三
アルバム『Lady Coast』から。
9. 無伴奏
作詞：髙橋真梨子　作曲：宮原恵太　編曲：十川知司
1997年のアルバム『tip top』から。
10. 万華鏡～without you～
作詞：髙橋真梨子　作曲・編曲：林有三
1999年のアルバム『two for nine』から。
11. 海色の風～君住む場所へ～
作詞：髙橋真梨子　作曲：鈴木キサブロー　編曲：十川知司
27thシングル。朝日放送制作・テレビ朝日系『驚きももの木20世紀』エンディングテーマ。

## new edition（VICL-61533/4）
2004年11月17日発売。初盤から「万華鏡～without you～」と「海色の風～君住む場所へ～」の2曲を外し、2000年から2003年までに発表された楽曲を中心に9曲を追加。曲順も大幅に変更されている。総収録曲数は32曲に増え、ジャケットも一新された。2008年3月21日には、レコード会社の企画である廉価盤「GOOD PRICE」の1枚として再発されている（型番：VAL-162/3）。廉価盤では帯（Victor）と盤面（Invitation）とでレーベル表記が異なっている。後述の『STANDARDS』発売後も新品が流通しており、2019年7月現在ダウンロードやストリーミングも可能。

### 収録曲

#### Disc-1
1. 桃色吐息
2. 連絡
作詞：髙橋真梨子　作曲：ari　編曲：小林信吾
2003年のアルバム『method』から。
3. ランナー
4. 遥かな人へ
5. ハート＆ハード～時には強く時には優しく
6. テンダネス
7. 枯れない花
作詞：髙橋真梨子　作曲・編曲：妹尾武
33rdシングル。テレビ朝日系木曜ミステリー『京都鴨川東署迷宮課おみやさん』主題歌。本人が出演した花王「グレイスソフィーナ」のCMソング。
8. 蜃気楼
9. 無伴奏
10. 恋ことば
11. 貴方が生きたLove Song
12. say my name
作詞・作曲・編曲：ボビー・コールドウェル
32ndシングル。『白鶴』CMソング。
今作では全英語詞のオリジナルバージョンを収録している。
13. グランパ
14. for you…
15. とまどい小夜曲
16. 漂流者へ
作詞・作曲：尾崎亜美　編曲：大谷和夫
1982年のアルバム『Dear』から。
2003年6月20日、TBS系『筑紫哲也NEWS23』に出演した際、筑紫のリクエストにより歌唱した[2]。

#### Disc-2
1. はがゆい唇
2. ジュン
3. あなたの空を翔びたい
4. 真昼の別れ
作詞：髙橋真梨子　作曲：崎谷健次郎　編曲：CHOKKAKU
34thシングル。『白鶴』CMソング。
5. 水の吐息
6. そっと…Lovin' you
7. ごめんね…
8. 心閉ざさないで
作詞：髙橋真梨子・村山晋一郎　作曲・編曲：村山晋一郎
35thシングル。フジテレビ系『ウチくる!?』テーマソング。
9. 君の海に
10. ハッピーエンドは金庫の中
11. 幸せのかたち
作詞：髙橋真梨子　作曲：住吉中　編曲：十川知司
31stシングル。日本テレビ系『火曜サスペンス劇場』テーマソング。
12. フレンズ
13. ワンダフルナイトcinema
作詞：髙橋真梨子　作曲：夏志聡　編曲：武部聡志
2004年のアルバム『cinema』から。
14. ジョニーへの伝言
15. 五番街のマリーへ
16. 別れの朝
作詞：なかにし礼　作曲：Udo. Juergens　編曲：武部聡志
ペドロ&カプリシャスのデビューシングル。
髙橋が加入する前の楽曲で、オリジナルの歌唱は前野曜子が担当。
今作では2001年の『THE BOX』でニューレコーディングしたバージョンを収録している。

## STANDARDS（VICL-64938/40）
2018年3月7日発売。1973年のレコード・デビューから45周年になるのを記念して発売された。『new edition』から「とまどい小夜曲」「漂流者へ」「真昼の別れ」「水の吐息」「心閉ざさないで」の5曲を外し、2004年から2017年までに発表された楽曲を中心に7曲を追加。さらに、Disc-3として過去にリリースした7枚のカバーアルバムから16曲をセレクトしている。今作のためにリマスタリングされており、総収録曲数は50曲となった。ジャケットは大嶋さち子のイラストを使用。同日には全曲のカラオケを収録した『KARAOKE EDITION』（VICL-64941/3）も発売された。

### 収録曲

#### Disc-1
1. 桃色吐息
2. 連絡
3. ランナー
4. 遥かな人へ
5. ハート＆ハード～時には強く時には優しく
6. 出逢いに帰らせて
作詞：髙橋真梨子　作曲：松田良　編曲：小林信吾
2014年のアルバム『Adultica 〜バラードを、いつも隣に〜』から。
NHK BSプレミアムBS時代劇『酔いどれ小籐次』主題歌。
7. 枯れない花
8. 蜃気楼
9. 無伴奏
10. 恋ことば
11. 貴方が生きたLove Song
12. say my name
13. Painter～アグリジェントへ戻りたい
作詞：髙橋真梨子　作曲：松田良　編曲：大森俊之　コーラスアレンジ：佐々木久美
2000年のアルバム『musée』から。
14. オレンヂ
作詞：髙橋真梨子　作曲：茂村泰彦・末上恵　編曲：小林信吾
初出は2006年のアルバム『fiesta』。後にリアレンジされたバージョンが38thシングルとして発売された。
フジテレビ系『金曜プレステージ』オープニングテーマ。
今作では初出のバージョンで収録されている。
15. アナタの横顔
作詞：亀井知永子　作曲：亀井登志夫　編曲：小林信吾
2013年のベスト・アルバム『髙橋40年』に収録された新曲。
岩谷産業CMソング。
16. for you…
17. グランパ

#### Disc-2
1. はがゆい唇
2. ジュン
3. あなたの空を翔びたい
4. my little song（english version）
作詞：髙橋真梨子　訳詞：ami　作曲：鈴木キサブロー　編曲：小林信吾
2008年のアルバム『Swing Heart』から。全英語詞。『SK-II』CMソング。
5. ありがとう
作詞：髙橋真梨子・茂村泰彦　作曲：茂村泰彦　編曲：十川ともじ
2011年のアルバム『soirée』から。
6. そっと…Lovin' you
7. ごめんね…
8. テンダネス
9. 君の海に
10. ハッピーエンドは金庫の中
11. 幸せのかたち
12. フレンズ
13. ワンダフルナイトcinema
14. ジョニィへの伝言[5]
15. 五番街のマリーへ
16. 別れの朝
17. 教会へ行く
作詞：阿久悠　作曲：都倉俊一　編曲：宮原慶太
ペドロ&カプリシャスの5thシングルのB面。
今作ではアルバム『Swing Heart』でニューレコーディングしたバージョンを収録している。

#### Disc-3
1. 酒と泪と男と女
作詞・作曲：河島英五　編曲：小林信吾
『ClaChic -クラシック-』から。河島英五のカバー。
2. ルビーの指環
作詞：松本隆　作曲：寺尾聡　編曲：小林信吾
『No Reason 2 〜もっとオトコゴコロ〜』から。寺尾聡のカバー。
3. 時間よ止まれ
作詞：山川啓介　作曲：矢沢永吉　編曲：十川ともじ
『No Reason 2 〜もっとオトコゴコロ〜』から。矢沢永吉のカバー。
4. Mr.サマータイム
作詞：Pierre Delanoe　日本語詞：竜真知子　作曲：Michel  Paul Fugain　編曲：前田憲男
『ClaChic2 -ヒトハダ℃-』から。サーカスのカバー。
5. いっそセレナーデ
作詞・作曲：井上陽水　編曲：奥慶一
『紗II』から。井上陽水のカバー。
6. SWEET MEMORIES
作詞：松本隆　English Lyrics：Jeannett Tsujino Namkung　作曲：大村雅朗　編曲：奥慶一
『紗』から。松田聖子のカバー。
2番冒頭の英語詞が一部手直しされており、本来は日本語で歌われる2番のサビ（及びラスサビ）も英語詞に変更されている。
7. Superstar
作詞・作曲：レオン・ラッセル／ボニー・ブラムレット　編曲：小林信吾
『No Reason 3 ～洋樂想ひ～』から。カーペンターズのカバーとしてレコーディングされている[6]。
8. GLORIA
作詞・作曲：森重樹一　編曲：林有三
『紗II』から。ZIGGYのカバー。
9. 勝手にしやがれ
作詞：阿久悠　作曲：大野克夫　編曲：小林信吾
『No Reason 〜オトコゴコロ〜』から。沢田研二のカバー。
10. ワインレッドの心
作詞：井上陽水　作曲：玉置浩二　編曲：十川ともじ
『No Reason 〜オトコゴコロ〜』から。安全地帯のカバー。
11. 襟裳岬
作詞：岡本おさみ　作曲：吉田拓郎　編曲：林有三
『ClaChic2 -ヒトハダ℃-』から。森進一のカバー。
12. 黄昏のビギン
作詞：永六輔　作曲：中村八大　編曲：林有三
『ClaChic -クラシック-』から。水原弘のカバー。
13. Imagine
作詞・作曲　ジョン・レノン　編曲：宮原慶太 & Henry Band
『No Reason 3 ～洋樂想ひ～』から。ジョン・レノンのカバー。
14. 時の過ぎゆくままに
作詞：阿久悠　作曲：大野克夫　編曲：岩本正樹
『紗II』から。沢田研二のカバー。
15. 夢の途中
作詞：来生えつこ　作曲：来生たかお　編曲：小林信吾
『ClaChic -クラシック-』から。来生たかおのカバー。
16. New York State of Mind
作詞・作曲：ビリー・ジョエル　編曲：小林信吾
『ClaChic2 -ヒトハダ℃-』から。ビリー・ジョエルのカバー。

### クレジット
- Produced by ヘンリー広瀬
- Mastered by 川崎洋 at FLAIR
- Design：藤田二郎（FJD）
- Illustration：大嶋さち子
- Product Coordination：菊地健司（Victor Design）
- Artist Management：土橋聖子（THE MUSIX）・奥山徹（THE MUSIX）
- Director：松田隼典（Victor）
- Artist Promotion：竹腰義之（Victor）
- Sales Promotion：清水久美江（Victor）
- Digital Contents：小林浩（Victor）・岩城章子（Victor）
- Project Coordination：飛山勉（THE MUSIX）
- Exective Producer：園田正強（THE MUSIX）・植田勝教（Victor）